# Anhetenguá
Tekoá Anhetenguá, conhecida pelos não-indígenas como Aldeia Guarani da Lomba do Pinheiro, é uma comunidade indígena guarani localizada no bairro Lomba do Pinheiro, na cidade brasileira de Porto Alegre, no estado do Rio Grande do Sul.